# Дофін (округ, Пенсільванія)
Шаблон:StateAbbr_ 40°25′ пн. ш. 76°47′ зх. д. / 40.41° пн. ш. 76.79° зх. д.
Округ Дофін (англ. Dauphin County) — округ (графство) у штаті Пенсільванія, США. Ідентифікатор округу 42043.

## Історія
Округ утворений 1785 року.

## Демографія
За даними перепису
2000 року
загальне населення округу становило 251798 осіб, зокрема міського населення було 214900, а сільського — 36898.
Серед мешканців округу чоловіків було 120853, а жінок — 130945. В окрузі було 102670 домогосподарств, 66132 родин, які мешкали в 111133 будинках.
Середній розмір родини становив 2,98.
Віковий розподіл населення поданий у таблиці:
| Стать    | До 15 років | 15-21 | 22-29 | 30-39 | 40-49 | 50-65 | 65-85 | Понад 85 |
| -------- | ----------- | ----- | ----- | ----- | ----- | ----- | ----- | -------- |
| Чоловіки | 26098       | 10358 | 12129 | 18586 | 20212 | 19163 | 13127 | 1180     |
| Жінки    | 25015       | 10232 | 12871 | 19403 | 21062 | 20825 | 18474 | 3063     |

## Суміжні округи
- Нортамберленд — північ
- Скайлкілл — північний схід
- Лебанон — схід
- Ланкастер — південь
- Йорк — південний захід
- Камберленд — захід
- Перрі — захід
- Джуніата — північний захід